# 신시아 라이틱 스미스
신시아 라이틱 스미스(영어: Cynthia Leitich Smith, 1967년 ~ )는 미국의 동화 작가이다.